# 596 (test nuclear)
596 a fost numele primului test nuclear chinez (fisiune nucleară). Bomba atomică a fost detonată la 16 octombrie 1964 la Lacul Lop Nor.